# Natalie Balmix
Натали Рајковић (Загреб, 21. јануар 1998), познатија као Natalie Balmix, хрватска је певачица.
У својој 21. години почиње да се професионално бави музиком и да наступа са бендом. Године 2022. учествује у такмичењу IDJ Show, улази у финале и заузима 6. место. Ментор јој је био Дарко Димитров. Добија прилику да сними песму Ломи ме и спот. Године 2024. учествује на националном избору за представника Хрватске (Дора) на Евровизији.
Била је у браку и развела се, из брака има сина Ивана. Тренутно је у вези са Матијом Шкалићем.

## Дискографија

### Синглови
- Ломи ме (2022)
- Дијаманти (2024)
- Сребрна крила (2024)
- Пољуби ме (2024)
- Сребрени крилја (са Мартијом, Јанг Дадијем) (2024)
- Живот иде даље (Жигица) (2025)

### Обраде
- Loco Loco (2022)
- Преживјет ћу x Фатаморгана x Моје пролеће (2022)
- Два авиона са Стефаном Шајем (2022)
- Hasta La Vista са Анастасијом Спасевском (2022)
- 1003 (2022)
- До неба са Ђаном (2023)

## Награде и номинације
| Година | Награда | Категорија       | Рад     | Исход      | Реф.  |
| ------ | ------- | ---------------- | ------- | ---------- | ----- |
| 2023.  |         | Урбан поп нумера | Ломи ме | Номинација | [ 9 ] |